# Oliver Onions
Oliver Onions és un grup musical italià format pels germans Guido (Rocca di Papa, 22 de desembre de 1944) i Maurizio De Angelis (ibídem, 22 de febrer de 1947), notables com a arranjadors i autors de bandes sonores en els anys setanta i vuitanta. Han signat les seves obres també com a Guido & Maurizio De Angelis, M&G Orchestra, Dilly Dilly, Barqueros, I Charango i altres noms.

## Història

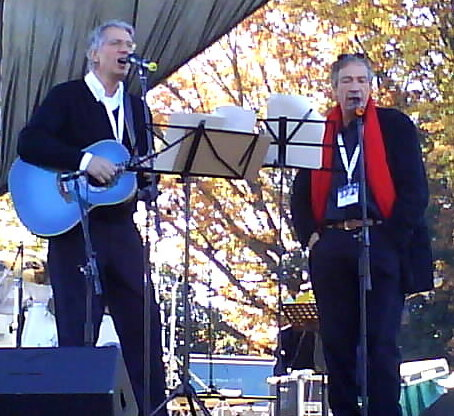
Guido i Maurizio De Angelis al Lucca Comics Festival del 2007.

L'inici de la seva carrera musical es remunta a l'any 1963, quan aconsegueixen publicar el seu primer disc, un senzill per a la CBS, Un vecchio macinino/La goccia d'acqua (publicat com a "Guido e Maurizio"). A aquest senzill el segueix en 1966 un àlbum de musica beat publicat per Arc, 'Beat Melody' (publicat com a "The G&M"). Entren d'aquesta forma a la RCA Italiana, on comencen l'activitat d'arranjadors i músics de sessió, tant com a parella com de forma independent.
Des d'aquest moment, la seva activitat és dedicada gairebé exclusivament a les bandes sonores, ja siga per al cinema o per a la televisió. Pel cinema recordem la música de nombroses pel·lícules de la parella Bud Spencer-Terence Hill, com ara I si no, ens enfadarem (un dels seus grans èxits) o Anche gli angeli mangiano fagioli, sempre amb Bud Spencer i Giuliano Gemma, així com la banda per a la pel·lícula Il corsaro nero. Per a la televisió cal destacar les sèries televisives Sandokan, Space: 1999, Orzowei i diverses capçaleres de dibuixos animats, com Galaxy Express 999, Doraemon (Itàlia), Rocky Joe (amb el nom Gli Amici di Rocky Joe, "Els amics d'en Rocky Joe"), D'Artacan i els tres gossos mosqueters, Ruy, el pequeño Cid, La volta al món de Willy Fog (amb el pseudònim "Willy Fog") o Jacky, en el bosc de Tallac (també conegut com a Jacky i Nuca; amb el pseudònim "Royal Jelly").
A causa de la seva àmplia producció va néixer l'exigència d'usar pseudònims per a diferenciar els discos i no inflar el mercat, i per aquest motiu les seves gravacions van ser publicades amb diverses denominacions, com Guido & Maurizio De Angelis, M&G Orquestra, Dilly Dilly, Oliver Onions; aquest darrer pseudònim va ser el que va caracteritzar els discos de més èxit, identificant-se amb els dos músics. El pseudònim Oliver Onions deriva del nom d'un novel·lista anglès, George Oliver Onions (1873-1961), i va ser triat només perquè les dues paraules es pronuncien tal com s'escriuen.
A partir de la segona meitat de la dècada dels vuitanta la seva activitat es va diluir progressivament fins que va cessar, només per tornar esporàdicament al començament dels anys dos mil.
A més d'Itàlia, també van tenir un cert èxit a Alemanya, on la seva cançó Santamaria va ser primer en el rànquing durant diverses setmanes l'any 1980. Un testimoni del seu èxit internacional és també el fet que la cançó Zorro Is Back de la pel·lícula italiana Zorro(1975) va ser inclosa en la banda sonora de la pel·lícula Entre lladres (Bottle Rocket; 1996) del director Wes Anderson; i que la cançó Goodbye My Friend (de la pel·lícula Il cittadino si ribella de 1974) formà part de la banda sonora de Faster (2010) de George Tillman Jr..